# Francesco Laparelli
Francesco Laparelli da Cortona (quelquefois Lavarelli) né le 5 avril 1521 à Cortone (Italie) et mort le 20 octobre 1570 à Héraklion, en Crète, est un architecte et ingénieur militaire italien de la Renaissance.

## Biographie
Francesco Laparelli a été l'assistant de Michel-Ange, puis a été envoyé par le Pape pour superviser la construction de La Valette à Malte.

### Début de carrière
Francesco Laparelli est né à Cortone, membre de l'une des plus riches et illustres familles de Cortone. Jeune homme, il étudie les mathématiques et l'architecture grâce aux modèles définis par Euclide et Vitruve ; il pratique également le dessin. Il a fortement été influencé par sa rencontre et sa collaboration avec Gabrio Serbelloni, qui a été envoyé à Cortone par Cosme de Médicis afin de construire des défenses à la ville pendant le conflit entre Florence et Sienne.
En 1560 Francis Laparelli est appelé par le Pape Pie IV, à la demande de son cousin Serbelloni, avec pour mission de restaurer les fortifications de Civitavecchia. La même année il conçoit les fortifications pour défendre l'embouchure du Tibre, et en 1561 supervise les travaux de défense de la colline du Vatican. En 1565 il termine un bastion du Château Saint-Ange, avance la défense du Vatican, travaille avec Michel-Ange sur le dôme de la Basilique Saint-Pierre et écrit sur la stabilité du dôme.

### Malte
Le Siège de Malte, qui a duré quatre mois, est levé en septembre 1565 ; mais l'île se retrouve détruite.
Le grand maître Jean de Valette, déterminé à reconstruire, choisit les hauteurs de la Colline de Xiberras comme site d'une nouvelle forteresse. Francesco Laparelli est chargé de procéder à la construction. Il est envoyé à Malte par le Pape Pie V, qui finance également la reconstruction.
Laparelli arrive à Malte en décembre 1565 et rend son rapport aux chevaliers le 3 janvier 1566. Il annonce que les fortifications de Il-Birgu, L-Isla-Senglea et de Saint-Elme on tellement souffert qu'il faudrait 4 000 ouvriers travaillant 24 heures par jour pour effectuer les réparations de base. À la place il recommande l'approche plus rapide et moins coûteuse de construire de nouvelles fortifications sur la Colline de Xiberras.
Dans un rapport du 13 janvier 1566 Laparelli plaide pour une ville nouvelle en affirmant que 12 000 hommes et 200 cavaliers seraient requis pour tenir l'île mais seulement 5 000 hommes si elle était construite. Les chevaliers envoient des messages aux cours européennes menaçant de quitter Malte s'ils n'obtiennent pas de l'argent et des troupes. Le 14 mars 1566, après avoir reçu des engagements de l'Espagne et d'autres pays ils décident d'engager le projet.
Laparelli trace le plan de la ville en suivant un quadrillage pour permettre à la brise de mer de circuler plus facilement en été et conçoit également le système de drainage. Il spécifie que les remparts doivent entourer la ville et que le Fort Saint-Elme doit être à la pointe de la péninsule de Xiberras. La première pierre de la nouvelle ville de La Valette est posée en mars 1566. Philippe II envoie Giovan Giacomo Paleari Fratino pour contrôler la conception des fortifications. La proposition finale, publiée le 18 juin 1566, est une ville fortifiée qui s'étend sur la péninsule jusqu'au Fort Saint-Elme, avec quatre bastions et deux cavaliers gardant le côté intérieur. En 1567, le plan est modifié afin de couvrir l'accès terrestre en approfondissant le fossé et construisant des citernes, des réserves, des magasins et autres bâtiments essentiels.
Laparelli quitte Malte en 1569 afin d'aider la papauté en conflit naval contre les Turcs, alors que la construction du bâtiment principal n'avait pas encore commencé. Il laisse Ġlormu Cassar, son élève, prendre la relève. Avant qu'il ne puisse rentrer, il meurt de la peste en Crète en 1570 à l'âge de 49 ans.

## Travaux majeurs
- Cortone : Fortezza Medicea o del Girifalco (avec Gabrio Serbelloni) (1556)
- Cortone : Clocher de la Cathédrale (1566)
- La Valette : Fortifications de la ville (1566)